# 丸山信號場
丸山信號場（日语：／ Maruyama eki */?）是曾由日本国有铁道經營的鐵路路線信越本線（現由東日本旅客鐵道經營）沿線一个已廢站的车站，位於日本群馬縣碓冰郡（現時安中市）松井田町大字橫川。

## 車站構造
本信號場經熊之平站至矢崎信號場路段存在日本國鐵最大的千分之66陡坡，本信號場亦設立於陡坡起點處。至矢崎信號場路段為單線鐵路閉塞區間。
本信號場至橫川方向為複線鐵路，至輕井澤方向為單線鐵路。其中至輕井澤方向曾有1條300米長的安全側線，以防止和至橫川方向的列車發生碰撞事故，該側線已在昭和初期撤去。此外本信號場至矢崎信號場路段亦在1893年至1963年9月30日期間存在使用軌道供電的齒軌鐵路，並且在附近有為齒軌鐵路供電的變電站，齒軌鐵路停用後鐵軌與齒軌已拆除。變電所建築雖未拆除，但長期荒廢，1994年12月27日獲選為國家指定重要文化資產，於2001年至2002年整修。

站內配線圖　A:輕井澤　B:橫川

## 歷史
- 1885年（明治18年）10月15日：以丸山信號所的名稱開始使用。
- 1893年（明治26年）4月1日：信越本線的齒軌鐵路路段開始於本信號所營業。
- 1901年（明治34年）4月 - 至橫川方向變為複線鐵路。
- 1912年（明治45年）5月11日 - 本信號所實施電氣化。
- 1922年（大正11年）4月1日 - 改為現在名稱。
- 1963年（昭和38年）
  - 7月15日 ：橫川至輕井澤路段新線開通，（舊線使用至同年9月28日）。
  - 9月30日：齒軌鐵路拆除。
- 1966年（昭和41年）7月2日：本信號場停止使用。

## 車站周邊
- 国道18号（中山道）
- 上信越自動車道
- 安中市立坂本小学

## 相鄰車站
日本國有鐵道
■ 信越本線（廢止區間）
橫川－丸山信號場－熊之平